# Roseland (Luizjana)
Roseland – miasto w Stanach Zjednoczonych, w stanie Luizjana, w parafii Tangipahoa.